# Нюрнбергская городская колбаса

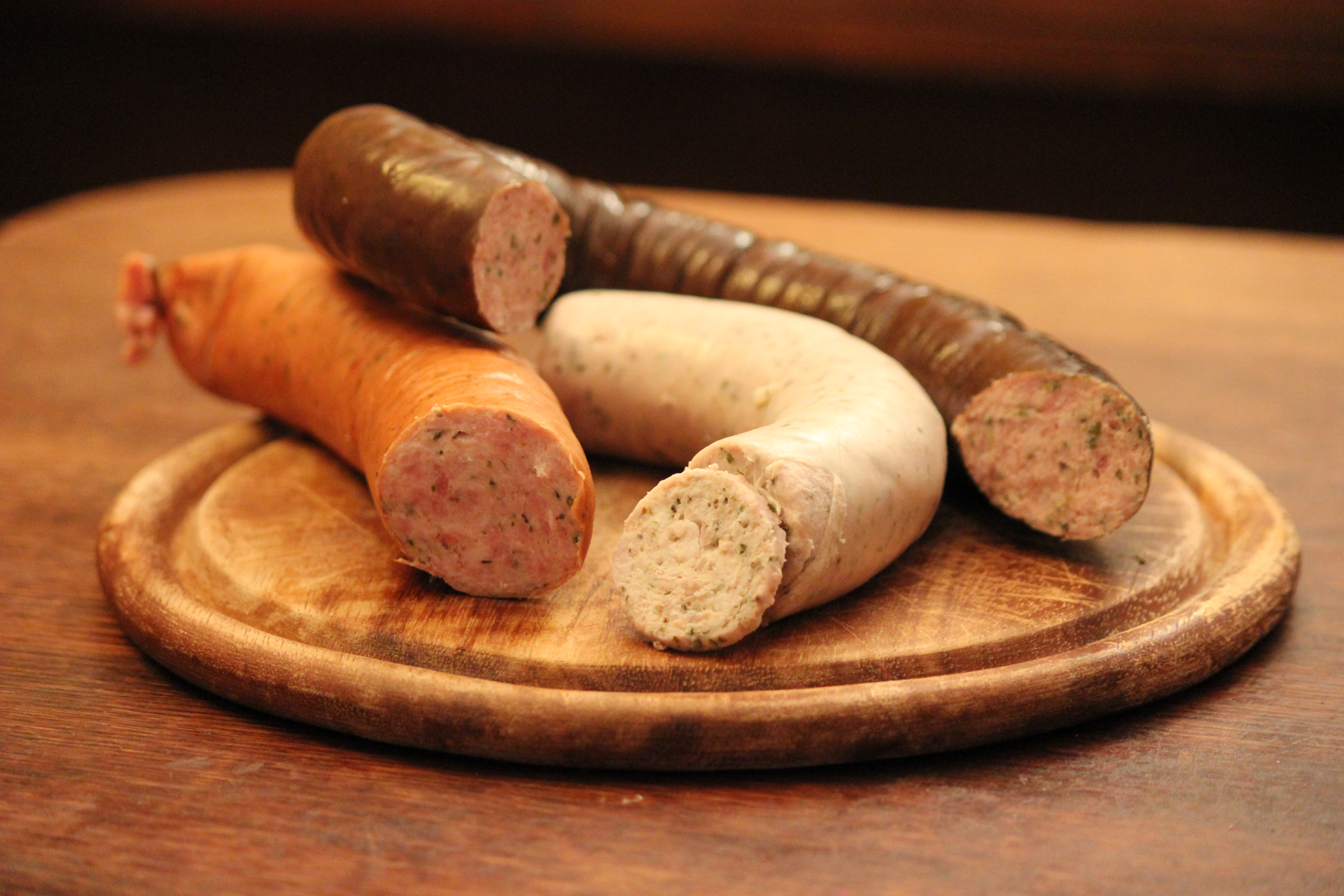
Франконская городская колбаса: красная, белая и чёрная

Нюрнбергская городская колбаса (нем. Nürnberger Stadtwurst) — сорт немецкой колбасы, популярный во франконской кухне и в частности в Нюрнберге. Представляет собой варёную колбасу с крупными включениями кубиками нежирной и нежилистой свинины, похожую на немецкую охотничью колбасу. Нюрнбергская городская колбаса бывает разных видов: обычная «розовая», «тёмно-красная» домашняя, некопчёная «белая» и подкопчёная «чёрная». По одной из версий названия, свой рецепт «городской колбасы» был у каждого франконского города.
Колбасный фарш для нюрнбергской городской колбасы приправляют типичными чёрным перцем, кориандром, мацисом, имбирём и майораном. Для розового цвета в фарш добавляют нитритно-посолочную смесь. Нюрнбергскую городскую колбасу шприцуют в натуральную и искусственную оболочку калибром 40/50 и отваривают в течение 45 минут или обрабатывают паром. В заключение колбасные батоны в течение 30 минут подвергают горячему копчению. Колбаса готова к употреблению после охлаждения. По похожему рецепту готовят силезскую городскую колбасу.
Нюрнбергскую городскую колбасу добавляют в нюрнбергский гверх или сервируют «с музыкой»: очищенную от шкурки колбасу нарезают тонкими ломтиками и маринуют в уксусе с растительным маслом и подают с порезанным колечками или рубленым репчатым луком. Нюрнбергскую городскую колбасу подают также с картофельным салатом или картофельным пюре и квашеной капустой на гарнир.